# Charles Machet
Pour les articles homonymes, voir Machet.
Charles Machet, est un peintre et sculpteur français, né le 28 juillet 1902 à Izieu (Ain) et mort le 28 juin 1980 à Limonest (Rhône),. Connu pour la réalisation du mémorial des maquis de l'Ain et de la Résistance,  il est l’auteur de nombreuses sculptures et notamment de portraits.

## Biographie
La famille paternelle de Charles Machet, demeure à Izieu (Ain) au cœur du village, près du four banal. 
Charles, leur second fils naît à Izieu le 28 juillet 1902. Après le certificat d’étude, ses grands-parents maternels l’accueillent à Lyon pour une entrée au collège. Alphonse Machet est au front, et il ne sera démobilisé qu’en 1919 ; Charles quitte le collège, il est placé chez des paysans, et les trois ans passés à travailler la rude terre du Bugey le marquent profondément. 
Après la guerre  la famille ouvre un magasin de confection hommes et femmes à Belley (rue Saint Martin). Chacun compte sur la grande habileté de Charles qui apprend très vite les secrets du métier de tailleur, le métier de son père. 
Pour se perfectionner, il se rend à Paris l'hiver 1925 ; il travaille dans plusieurs maisons de couture et revient à Belley avec un diplôme de coupe. 
Sa voie semble tracée quand en février 1927, il vient à Lyon « tenter » les Beaux-Arts. L’école, située alors dans les combles du palais Saint-Pierre, place des Terreaux, accueille Charles Machet qui passe comme un météore : 15 jours en première année ; à l’automne il entre en 3e année. L’école révèle à lui-même cet élève doué, souvent absent – ses parents mettent au train une malle de vêtements à confectionner toutes les quinzaines et la nuit il assure la tâche. Travailleur obstiné il décide d’entrer en sculpture, comme on entre en religion, dit-il en 1979 au cinéaste Bernard Maigrot (FR3 Charles Machet 14 min).     
En 1931 à la fin de ses études, il obtient le Prix de Paris pour une étude de glaneuse. Le séjour parisien 1931-1933, est essentiel pour l’épanouissement de son art. La capitale lui permet de découvrir avec passion théâtre, exposition, concert.
La vie de Paris offre à un provincial l’occasion de fréquenter les Académies – après que Niclausse  professeur aux Beaux-Arts lui ait conseillé de travailler en solitaire. L’Académie de la Vieille Chaumière lui permet de se perfectionner en dessin.
En 2 ans le sculpteur obtient 7 commandes de portraits, dont l’un est accueilli au Salon des Tuileries. Certains lui conseillent de rester à Paris, vu ses dons pour le portrait. Lui ne songe qu’à vivre loin des bruits et de la dispersion. 
Souhaitant fonder un foyer, il choisit de présenter le Concours de Professeur à l’École des Beaux-Arts de Saint-Étienne. Il est appelé à former les élèves pendant 4 ans, avec entre autres la pratique de la taille de pierre.
Charles Machet se marie en septembre 1933 avec Maria Poncet (1905-1950), dont il aura trois enfants. Il réside à Limonest (Rhône) où il construit un vaste atelier en 1946.
En 1942, il présente un Concours pour l’École des Beaux-Arts de Lyon ; il sera ainsi proche des siens. Sur les pentes de la Croix-Rousse, de 1943 à 1965, il accueille les nouveaux (les 1re année surtout, parfois les 2e année) et les "archi" (la sculpture est alors parmi les matières obligatoires enseignées à l’École d’architecture). 
Dès 1933, il expose régulièrement dans des expositions de groupe ; sa première exposition particulière à Paris sera en 1967 (Galerie Vendôme). 
Il se présente à différents concours en 1946 et réalise des œuvres monumentales (Monument aux trois guerres d’Oyonnax et Mémorial des maquis de l'Ain et de la Résistance de Cerdon). RD 1084. Monument de 18 m de haut. Pierre de Brouzet-les-Alès. Inauguration juillet 1951. Tombe du Maquisard inconnu au pied mai 1954. Cimetière de 87 tombes de Maquisards inauguré par le Général de Gaulle 26 juin 1956.   
En juillet 1953, Charles Machet épouse Anne Ferrand, dont il a deux enfants. 
En 1966, Charles Machet interrompt  sa carrière de professeur et se consacre entièrement à son œuvre (sculpture, peinture et dessin) jusqu’à son décès à Limonest le 28 juin 1980. 

## Œuvre
Son œuvre est importante et très diverse. Toutes les techniques de la sculpture y sont représentées, le haut et le bas-relief, la figure isolée, le groupe, le buste, le monument. Il travaille le granit, le bois (buis, noyer, poirier), le bronze, la terre cuite… 
Ses réalisations se répartissent en trois groupes principaux : les figures et monuments, les œuvres religieuses et les bustes. Parmi ses figures, le corps humain l’intéresse, celui de l’enfant autant que celui de l’adulte, homme ou femme.

### Les portraits
Dès le début de sa carrière, Charles Machet est passionné par les visages, son œuvre comporte une centaine de portraits. 
Dès 1932, « Le portrait de petite fille » est exposé aux Salon des Tuileries à Paris et sa carrière s’achève par le buste d’un de ses petits-fils en 1979. « Portraitiste, Charles Machet se révèle un fin psychologue témoin de son temps ».(Louis Trénard)
Parmi les  personnalités célèbres, il y a des résistants : Emmanuel d’Astier de la Vigerie, René Basset,  Marcel-Gabriel Rivière, Alban Vistel ; des hommes politiques : le président Houphouet-Boigny, Louis Pradel, Victor Augagneur ; des artistes : Jacques Truphémus, Jacques Laplace ; des personnalités lyonnaises : le professeur Pierre Wertheimer, Marcel Mérieux, Joseph Folliet, André Mure... 
Mais l’essentiel des bustes sont des portraits de famille et d’amis. Il fait peu de portraits de commande, il garde toute sa liberté dans le choix de ses modèles. Il travaille dans différents matériaux allant du bronze au plâtre patiné en passant par le bois et la pierre. Le bronze est réalisé à cire perdue et il tient aux retouches faites sur la cire. 
« L’artiste reconstruit, ou plus exactement part à la découverte de l’architecture  intime de chaque visage, de chaque tête. (…) Il y a dans a démarche de Machet une empathie nécessaire avec son sujet – sujet au sens exact du terme, c’est-à-dire tout sauf un objet. »  Michel Feuillet Préface du Catalogue 2011, Souffle de la matière *
Charles Machet est inspiré par d’autres thèmes tel que l’art sacré, le monde animal, la musique, les sujets sportifs...

### Les œuvres monumentales
Charles Machet a réalisé des œuvres sur concours et a eu des commandes publiques.
Il est particulièrement connu pour être l'auteur du Mémorial des maquis de l'Ain et de la Résistance, appelé aussi Monument du Cerdon (inauguration le 29 juillet 1951) ainsi que du Monument aux morts des trois guerres à Oyonnax (inauguration le 6 juin 1948).
Les réseaux de résistants se reconnurent dans le Monument du Cerdon, d'où leurs présences : Général Koenig, Compagnon de la Libération (première pierre juin 1949) ; Gaston Monnerville, Président du Sénat (inauguration maquisard inconnu juin 1954) ; Général de Gaulle (inauguration cimetière  26 juin 1956). Albert Chambonnet Didier,  Compagnon de la Libération (tombe au côté du Monument) ; Henri Romans Petit,  Compagnon de la Libération (obsèques déroulées au pied du Monument novembre 1980).
Le sculpteur choisit comme modèle de grands Résistants : Alban Vistel, Compagnon de la Libération ; Emmanuel d'Astier de la Vigerie,  Compagnon de la Libération ; René Basset ; Marcel Rivière ; Fernand Rude. 
D’autres œuvres de Charles Machet sont accessibles au public dans la région Rhône Alpes : 
- Porteuse d’eau 1947 (Hôtel de Ville, Limonest, Rhône)
- Activités scolaires 1951-1952 (École primaire, Champagne-au-Mont-d'Or)
- Résurrection, caveau familial 1951-1956 (Limonest, Rhône)
- Portrait Marcel Mérieux 1952-1953 (Institut Mérieux, Lyon)
- Plaque commémorative : portrait de profil du Docteur Auguste Guillermet 1956 (Saint-Germain-de-Joux, Ain)
- Annonciation 1956-1974 (Église de Limonest, Rhône)
- Chemin de croix 1963-1964 (Église de Limonest, Rhône)
- Médaillon Victor Augagneur, maire de Lyon 1968 (Cour Haute Hôtel de Ville, Lyon)
- La paix qui s’éveille 1972-1973 (Jardin de l’Archevêché, Belley, Ain)
- Enfants portant le monde 1974 (École de La Salle-les-Alpes, Hautes Alpes)
- Joueur de flûte 1975 (Lycée Marius-Berliet Lyon)
- Liberté bas-relief 1975-1976 (Collège Gérard-Philipe, Saint-Priest, Rhône)
- Ronde d’enfants 1976-1978 (École maternelle La Garenne de Bron, Rhône)
- Médaillon Louis Pradel, maire de Lyon 1978 (Cour Haute Hôtel de Ville Lyon)
- Médaillon Rhône-Métro-Saône 1978 (station de métro Gorge de Loup, Lyon)
- Joueur de tambourin 1979 (Collège de l’Arbresle, Rhône)
- Saint Martin partageant son manteau 1977 (Basilique Saint-Martin d'Ainay, Lyon)

### Les peintures et croquis
Charles Machet peint tout au long de sa vie : des Huiles en particulier de neige jusqu’en 1947. À partir de 1951, il découvre le Pastel. Il met au point une technique qui dispense les tableaux d’être fixés par un produit. Le pouce de l’artiste écrase les pigments qui adhèrent définitivement au papier. Il fera au moins 200 tableaux principalement de paysages, ainsi que quelques natures mortes et portraits. 
On dénombre également un millier de dessins et croquis. L’un des plaisirs de Charles Machet jeune étant de faire des croquis dans la rue, il s’agit de dessins rapides dont le but est de capter  un geste, une expression chez des passants ou un lieu particulier (Parc de la Tête d’Or de Lyon, Pérouges).  Sur ces carnets se trouvent aussi des dessins plus techniques ou des projets d’œuvre.

## Expositions
- 1932 Salon des Tuileries (Paris)

- 1933 Salon d’Automne (Paris)

- 1943-1980 Salon du Sud-Est (Lyon)

- 1967 Exposition personnelle Galerie Vendôme (Paris)

- 1967 Exposition des Artistes Lyonnais organisée par le groupe Paris-Lyon, musée d’art moderne de la ville de Paris (Paris)

- 1967-1968 Exposition 1re rencontre d’artistes contemporains, square Brieussel (Mantes la Jolie)

- 1968 Exposition de 12 sculptures Hôtel Ivoire (Abidjan, Afrique)

- 1972 Rétrospective, Salle des fêtes (Belley, Ain)

- 1972 Exposition Laboratoire Duphar (Villeurbanne, Rhône)

- 1974 Exposition sculpteurs de l’Ain musée de Brou (Bourg en Bresse, Ain)

- 1975 Exposition, Chapelle « Sculptures, dessins, pastels » (Theizé en Beaujolais, Rhône)

- 1978 Exposition rétrospective aux Archives Municipales Palais Saint Jean « Charles Machet Sculpteur » (Lyon)

- 1984 Exposition photos de G. Machet, fils de l’artiste. "Un sculpteur dans son environnement", Studio Badeau (Lyon)

- 1992 Archives Municipales Palais Saint Jean « Charles Machet (1902-1980) A la découverte d’un sculpteur lyonnais » (Lyon)

- 1998 Salon des Indépendants « Le sport dans l’art » (Paris)

- 2002  Musée des Pays de l’Ain « Charles Machet sculpteur 1902-1980 » (Lochieu, Ain)

- 2002 Exposition « Le Bugey et Izieu sous le regard de Charles Machet », salle des fêtes (Izieu, Ain)

- 2003 Exposition à l’Hôtel de Ville « Charles Machet » (Limonest, Rhône)

- 2007 Symposium national de sculpture sur pierre, Ainterexpo (Bourg-en-Bresse, Ain)
- 2008 Exposition " A la découverte d'un sculpteur Charles Machet " (Talant, Côte-d’Or)

- 2009 Exposition Un sculpteur et trois peintres Gloria, Lecoultre, Régny et Machet, Fort de Vaise (Lyon)

- 2011 Rétrospective « Le souffle de la matière », Université Lyon II (Lyon)[6]

- 2013 Exposition « De plâtre, de pierre, de bronze et de papier » (Anse, Rhône)
- 2022 Exposition (7 avril au 5 novembre) (Lochieu, Ain)
- 2023 Exposition en cours (15 mars au 15 novembre) " Des oeuvres de l'intime au Monument du Cerdon" (Lochieu, Ain)

### Filmographie
- Le travail du Monument du Cerdon, film réalisé par Charles Lyan (1946-50) avec fin de montage et ajouts de Charles Machet 1956-1976, durée 1 h
- Le sculpteur Machet, portrait, court métrage de Bernard Maigrot Fr3 1979[7]
- Machet, portraits et autres films, 16 mm réalisé par Charles Machet, montage Jean-François Chollet et Hélène Machet 1992, durée 1 h.
- Portrait mutuel, René Basset DVD 30 min, 2002 (visible sur le site officiel).
- Dessins 1927 Diaporama réalisé par la Conservation des Musées des Pays de l’Ain, 5 min, 2002.